# Eville Gorham
Eville Gorham FRSC (Halifax, 15 oktober 1925 – Minneapolis, 14 januari 2020) was een Canadees-Amerikaans wetenschapper die zich richtte op het begrijpen van de chemie van zoet water en de ecologie en biogeochemie van veengebieden. 
Gorham maakte een aantal praktische bijdragen, waaronder het ontdekken van de invloed van zure regen op de verzuring van meren, plus het belang van de biomagnificatie van radioactieve neerslagisotopen in noordelijke voedselketens. Het eerste leidde tot wetgeving en herontwerp van energiecentrales wereldwijd om zwavel te wassen, en het laatste was een vroege stap in de richting van de totstandkoming van een verdrag voor een verbod op kernproeven in de atmosfeer.
Gorham benadrukte dat ontdekkingen in de wetenschap vaak het resultaat zijn van toeval en serendipiteit, en moedigde studenten aan om te kijken naar de kansen die toeval biedt. Hij werd door de National Academy of Sciences erkend als een renaissancegeleerde. Hij beïnvloedde de carrières van anderen.
- International Standard Name Identifier: 0000 0000 2612 3915
- Library of Congress Control Number: n86814343
- Semantic Scholar: 5814913
- Virtual International Authority File: 235149294397180522566